# Liste der Biografien/Lindq
Liste der Biografien |
Portal Biografien |
Personensuche
# |
A |
B |
C |
D |
E |
F |
G |
H |
I |
J |
K |
L |
M |
N |
O |
P |
Q |
R |
S |
T |
U |
V |
W |
X |
Y |
Z |
?
 
La |
Lb |
Lc |
Le |
Lg |
Lh |
Li |
Lj |
Ll |
Lm |
Lo |
Lp |
Lt |
Lu |
Lv |
Lw |
Lx |
Ly |
Lz
 
Lia |
Lib |
Lic |
Lid |
Lie |
Lif |
Lig |
Lih |
Lii |
Lij |
Lik |
Lil |
Lim |
Lin |
Lio |
Lip |
Liq |
Lir |
Lis |
Lit |
Liu |
Liv |
Liw |
Lix |
Liy |
Liz
 
Lina |
Linb |
Linc |
Lind |
Line |
Linf |
Ling |
Linh |
Lini |
Linj |
Link |
Linl |
Linn |
Lino |
Linp |
Lins |
Lint |
Linu |
Linv |
Linw |
Linx |
Liny |
Linz
 
Linda |
Lindb |
Linde |
Lindf |
Lindg |
Lindh |
Lindi |
Lindk |
Lindl |
Lindm |
Lindn |
Lindo |
Lindp |
Lindq |
Lindr |
Linds |
Lindt |
Lindu |
Lindv |
Lindw |
Lindz
Die Liste der Biografien führt alle Personen auf, die in der deutschsprachigen Wikipedia einen Artikel haben. Dieses ist eine Teilliste mit 36 Einträgen von Personen, deren Namen mit den Buchstaben „Lindq“ beginnt.

## Lindq

### Lindqu
- Lindquist, Barbara (* 1969), US-amerikanische Triathletin
- Lindquist, Francis O. (1869–1924), US-amerikanischer Politiker
- Lindquist, Håkan (1958–2022), schwedischer Schriftsteller
- Lindquist, Karin, schwedische Badmintonspielerin
- Lindquist, Mark (* 1959), US-amerikanischer Schriftsteller und Staatsanwalt
- Lindquist, Oskar (* 2001), norwegischer Kinderdarsteller
- Lindquist, Roy E. (1907–1986), US-amerikanischer Offizier, Generalmajor der US-Army
- Lindquist, Susan (1949–2016), US-amerikanische Molekularbiologin und Hochschullehrerin
- Lindquist, Vic (1908–1983), kanadischer Eishockeyspieler, -trainer und -schiedsrichter

### Lindqv
- Lindqvist, Albert (1888–1961), schwedischer Tennisspieler
- Lindqvist, Anders (* 1972), schwedischer Handballspieler
- Lindqvist, Ann-Kristin, schwedische Fußballspielerin
- Lindqvist, Axel (1882–1959), schwedischer Sprach- und Literaturwissenschaftler, sowie Germanist und Lektor
- Lindqvist, Birgitta (1942–2010), schwedische Skilangläuferin
- Lindqvist, Cecilia (1932–2021), schwedische Sinologin, Schriftstellerin und Fotografin
- Lindqvist, Christer (* 1963), deutsch-schwedischer Sprachwissenschaftler, Skandinavist
- Lindqvist, Christian (1948–2006), schwedischer Archäologe und Osteologe
- Lindqvist, Einar (1895–1972), schwedischer Eishockey- und Bandyspieler
- Lindqvist, Elin (* 1982), schwedische Schriftstellerin
- Lindqvist, Emma (* 1997), schwedische Handballspielerin
- Lindqvist, Erik (1886–1934), schwedischer Segler
- Lindqvist, Felicia (* 1995), schwedische Biathletin
- Lindqvist, Hélène, schwedische Opernsängerin (Sopran)
- Lindqvist, Herman (* 1943), schwedischer Schriftsteller, Journalist und Populär-Historiker
- Lindqvist, Inge (* 1935), schwedischer Skispringer
- Lindqvist, Ingvar (1921–1991), schwedischer Chemiker
- Lindqvist, Jenny (* 1978), schwedische Eishockeyspielerin
- Lindqvist, John Ajvide (* 1968), schwedischer SchriftstellerJohn Ajvide Lindqvist (* 1968)

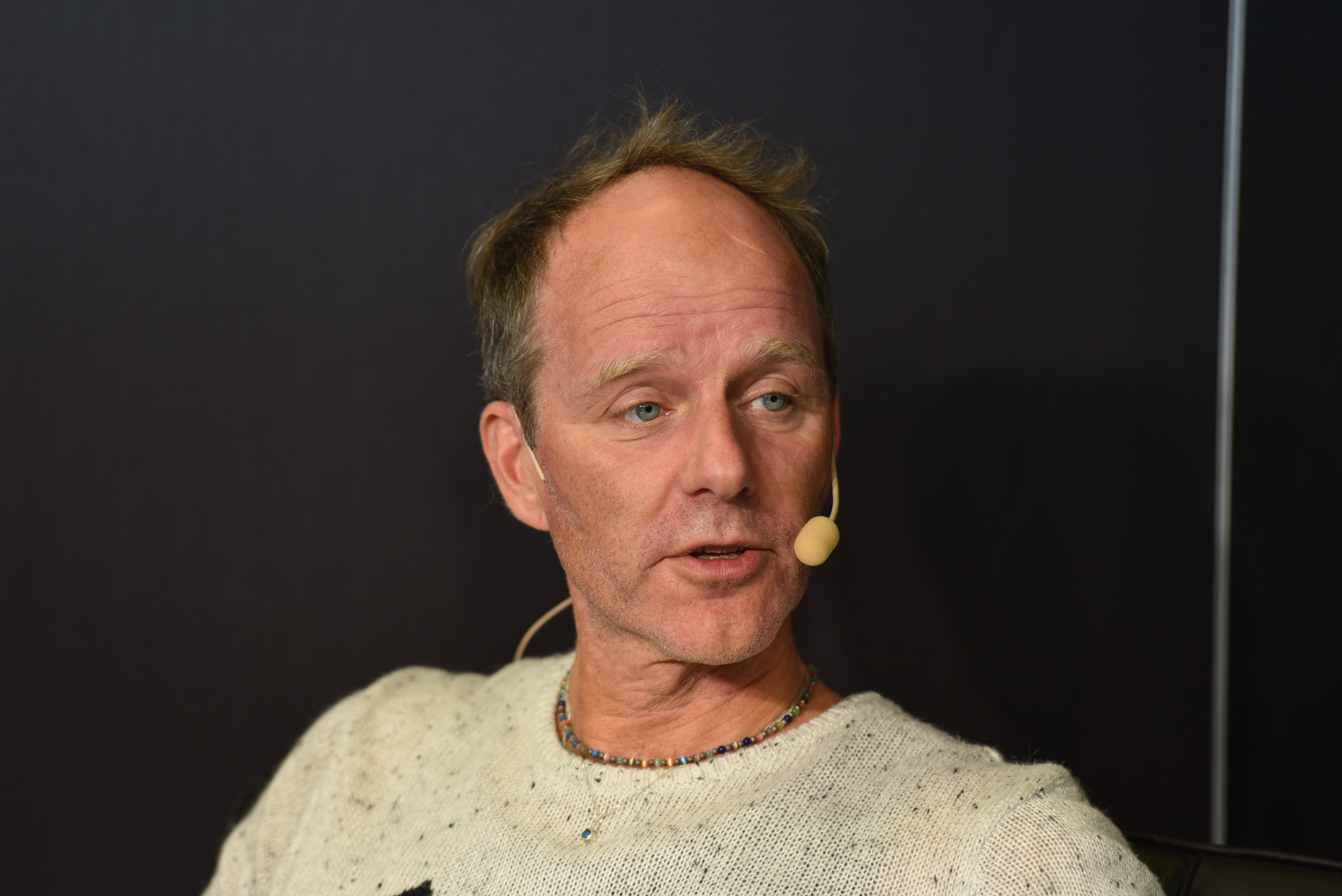
John Ajvide Lindqvist (* 1968)

- Lindqvist, Lars-Åke (* 1959), schwedischer Ruderer
- Lindqvist, Rasmus (* 1979), finnischer Bandyspieler
- Lindqvist, Stefan (1967–2020), schwedischer Fußballspieler und -trainer
- Lindqvist, Sune (1887–1976), schwedischer Archäologe
- Lindqvist, Sven (1903–1987), schwedischer Fußballspieler und -funktionär
- Lindqvist, Sven (1932–2019), schwedischer Schriftsteller und Literaturhistoriker
- Lindqvist, Torsten (1925–2002), schwedischer Pentathlet
- Lindqvist-Ryan, Catarina (* 1963), schwedische Tennisspielerin